# Francis Van Bossuit

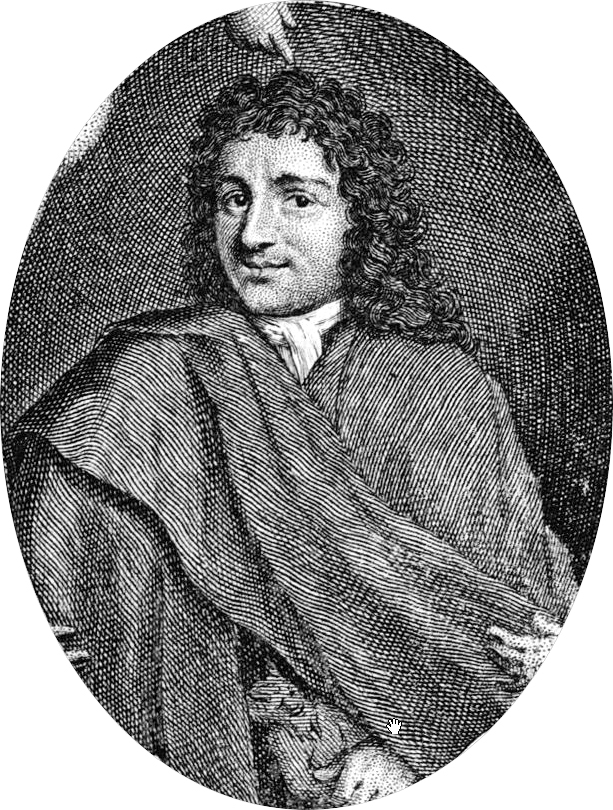
Francis van Bossuit (nach Barent Graat)

Francis Van Bossuit (* 1635 in Brüssel, damals Spanische Niederlande; † 22. September 1692 in Amsterdam, Niederlande) war ein flämischer Bildhauer, der durch seine Arbeiten in Elfenbein, Terracotta und Holz bekannt wurde.

## Leben
Van Bossuit arbeitete als Lehrling in seiner Heimatstadt und erwarb den Meistertitel in Antwerpen, bevor er zwischen 1655 und 1560 nach Italien ging. In Florenz kam es an der Accademia delle Arti del Disegno zu einer Zusammenarbeit mit Balthasar Permoser. Eine weitere Station war Modena, wo sich zwei seiner frühesten Elfenbeireliefs befinden. In Rom wurde er Mitglied der Gruppe der Bentvueghels mit dem Pseudonym Waarnemer, der Beobachter.
1685 ging Van Bossuit zusammen mit dem Maler Bonaventura van Overbeke nach Amsterdam, wo er im Folgejahr ein Elfenbeinmedaillon mit dem Bildnis von Wilhelm III. anfertigte, welches heute im Besitz des Rijksmuseum in Amsterdam ist. Van Bossuit starb 1692 in Amsterdam.

## Arbeiten und Wirkung

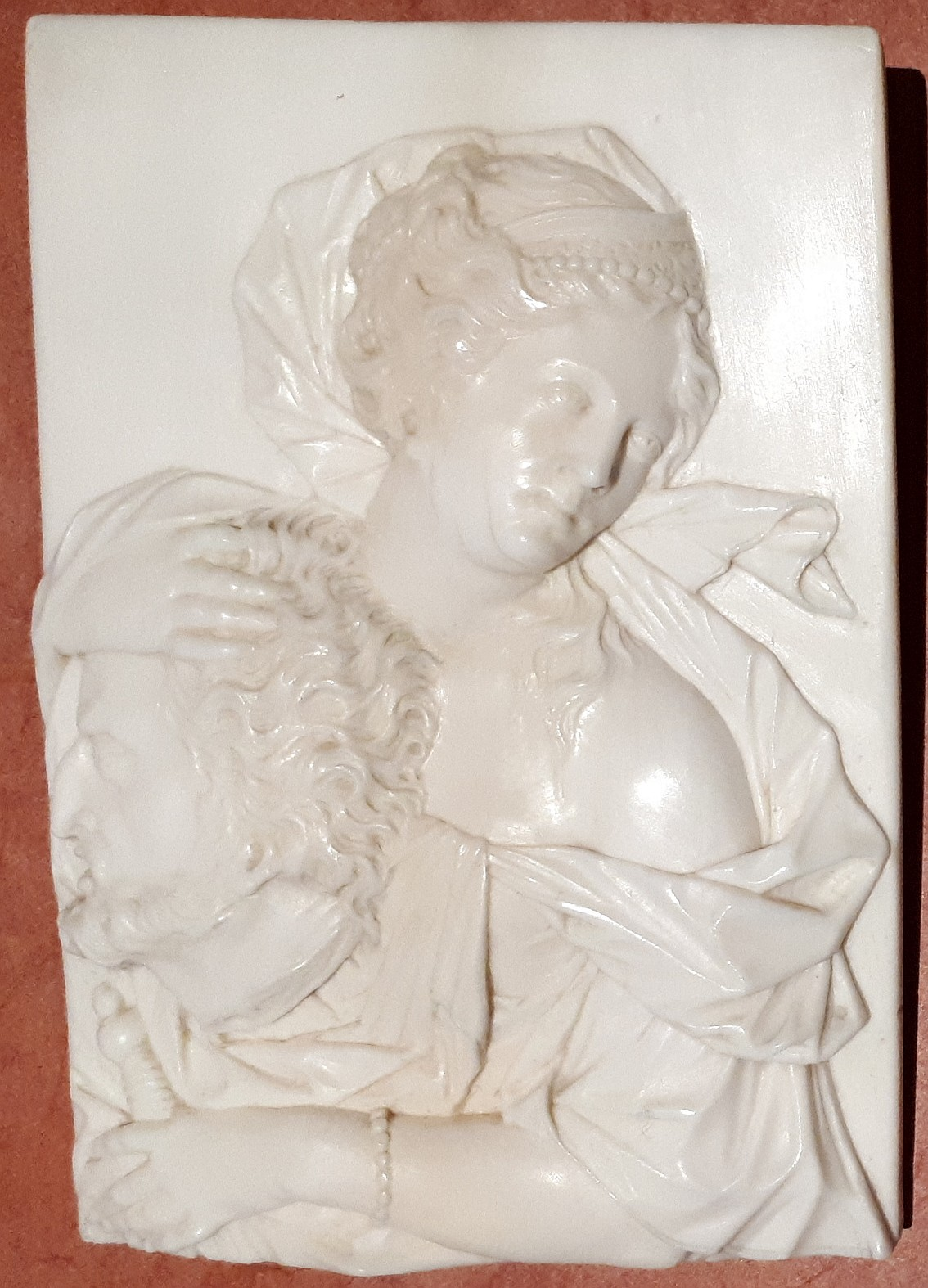
Judith mit dem Haupt des Holofernes (Elfenbein)

Die noch erhaltenen Arbeiten Van Bossuits umfassen eine Anzahl von kleinen Reliefs, die mehrheitlich mythologische und religiöse Themen behandeln. Von seinen Statuen ist noch eine 44 cm hohe Elfenbeinfigur des Mars bekannt, die sich im Rijksmuseum Amsterdam befindet. Das Gegenstück, eine Statue der Venus, ging verloren.
Von Van Bossuits Entwurfszeichnungen wurden in den nachfolgenden Jahrzehnten viele als Drucke verbreitet und von weiteren Künstlern als Vorlage benutzt, so zum Beispiel von Jan van Mieris und Willem van Mieris.

## Werke
- Mars: Elfenbeinstatuette, 44 cm, ca. 1680. Rijksmuseum, Amsterdam.
- Porträt Wilhelms III., Elfenbeinmedaillon, 1686, Rijksmuseum, Amsterdam.
- Loth und seine Töchter, Bas-Relief aus Elfenbein, 14,1 × 22,6 × 2,8 cm.
- Loth und seine Töchter, Bas-Relief aus Elfenbein, 11 × 21 cm, Sammlung Rothschild.
- Venus und Adonis, Elfenbeinrelief, 18,1 × 12,5 cm, ca. 1680, Rijksmuseum, Amsterdam.
- Susanna und die beiden Alten, Elfenbeinrelief, 35 × 23 cm, Getty Center, Brentwood (Los Angeles), Kalifornien, USA
- Judith mit dem Kopf des Holofernes, Elfenbeinrelief, 14,7 × 19 cm, Privatsammlung.
- Hagar, ihr Sohn Ismael und der Engel, Bas-Relief in Elfenbein, 13,5 × 22,5 cm, Privatsammlung.
- aus dem Umkreis in den Jahren 1650–1699: Venus und Amor, Marmorrelief, 38,3 × 26,2 cm, Auktion.